# Konklawe 1294
Konklawe 23–24 grudnia 1294 – konklawe, które odbyło się w Neapolu po abdykacji papieża Celestyna V i zakończyło się wyborem Bonifacego VIII na jego następcę.

## Pontyfikat Celestyna V. Przywrócenie konstytucjiUbi periculum
Celestyn V, świątobliwy eremita wybrany na przez Kolegium Kardynalskie jako kandydat kompromisowy po dwuletniej sediswakancji 1292-94, okazał się całkowicie nieprzygotowany do pełnienia powierzonego mu urzędu. Zdając sobie ze sprawę z własnej niekompetencji 13 grudnia 1294, zaledwie po pięciu miesiącach pontyfikatu, złożył prawdopodobnie pierwszą w dziejach Kościoła całkowicie dobrowolną abdykację. W ciągu tego krótkiego czasu przywrócił jednak moc obowiązującą konstytucji Ubi periculum ustanawiającej instytucję konklawe (została ona zawieszona przez Adriana V w 1276), a także mianował 13 nowych kardynałów.
Powiadano, że duży wpływ na decyzję Celestyna V o abdykacji miał ambitny kardynał Benedetto Caetani, w rzeczywistości jednak wiadomo, że Celestyn V radził się w tej kwestii wielu różnych osób.

## Lista uczestników
W konklawe wzięło udział 17 z 22 kardynałów, w tym 12 Włochów i 5 Francuzów:
- Gerardo Bianchi (nominacja kardynalska: 12 marca 1278) – kardynał biskup Sabiny; prymas Świętego Kolegium Kardynałów
- Giovanni Boccamazza (22 grudnia 1285) – kardynał biskup Tusculum
- Matteo d’Acquasparta OFM (16 maja 1288) – kardynał biskup Porto e Santa Rufina; penitencjariusz większy
- Hugues Aycelin de Billom OP (16 maja 1288) – kardynał biskup Ostia e Velletri; komendatariusz kościołów prezbiterialnych S. Sabina i S. Prassede
- Simon de Beaulieu (18 września 1294) – kardynał biskup Palestriny
- Bérard de Got (18 września 1294) – kardynał biskup Albano
- Benedetto Caetani (12 kwietnia 1281) – kardynał prezbiter Ss. Silvestro e Martino; komendatariusz kościołów prezbiterialnych Ss. IV Coronati i S. Susanna; komendatariusz diakonii S. Agata
- Tommaso d’Ocra OCel (18 września 1294) – kardynał prezbiter S. Cecilia; kamerling Świętego Kościoła Rzymskiego
- Jean Le Moine (18 września 1294) – kardynał prezbiter Ss. Marcellino e Pietro
- Pietro d'Aquila OSB (18 września 1294) – kardynał prezbiter S. Croce in Gerusalemme
- Guillaume Ferrier (18 września 1294) – kardynał prezbiter S. Clemente
- Giovanni Castrocoeli OSB (28 października 1294) – kardynał prezbiter S. Vitale; administrator archidiecezji Benewent i diecezji Sant’Agata de’ Goti; wicekanclerz Świętego Kościoła Rzymskiego
- Matteo Orsini Rosso (31 maja 1262) – kardynał diakon S. Maria in Portico; komendatariusz kościoła prezbiterialnego S. Maria in Trastevere; protodiakon Świętego Kolegium Kardynałów; archiprezbiter bazyliki watykańskiej
- Giacomo Colonna (12 marca 1278) – kardynał diakon S. Maria in Via Lata; komendatariusz diakonii S. Maria in Aquiro i kościoła prezbiterialnego S. Marcello; archiprezbiter bazyliki liberiańskiej
- Pietro Colonna (16 maja 1288) – kardynał diakon S. Eustachio
- Landolfo Brancaccio (18 września 1294) – kardynał diakon S. Angelo in Pescheria
- Guglielmo de Longhi (18 września 1294) – kardynał diakon S. Nicola in Carcere Tulliano; komendatariusz kościoła prezbiterialnego Ss. XII Apostoli

Spośród obecnych elektorów dziewięciu mianował Celestyn V (1294), trzech Mikołaj IV (1288–1292), dwóch Mikołaj III (1277–1280), po jednym Honoriusz IV (1285–1287) i Urban IV (1261–1264).

### Nieobecni
5 kardynałów (2 Włochów i 3 Francuzów) nie uczestniczyło w elekcji. Pietro Peregrossi i Napoleone Orsini byli nieobecni z powodu choroby (Peregrossi zmarł kilka miesięcy po konklawe), natomiast trzech francuskich kardynałów będących nominatami Celestyna V wciąż nie przybyło do kurii papieskiej:
- Pietro Peregrossi (16 maja 1288) – kardynał prezbiter S. Marco; protoprezbiter Świętego Kolegium Kardynałów; kamerling Świętego Kolegium Kardynałów
- Nicolas l'Aide de Nonancourt (18 września 1294) – kardynał prezbiter bez tytułu
- Robert de Pontigny OCist (18 września 1294) – kardynał prezbiter bez tytułu
- Simon de La Charite OSBCluny (18 września 1294) – kardynał prezbiter bez tytułu
- Napoleone Orsini Frangipani (16 maja 1288) – kardynał diakon S. Adriano

Dwóch nieobecnych mianował Mikołaj IV, a trzech Celestyn V.

## Przebieg konklawe. Wybór Bonifacego VIII
Ponieważ do abdykacji Celestyna V doszło w Neapolu, kardynałowie zebrali się na konklawe właśnie w tym mieście w zamku Castel Nuovo. Konklawe rozpoczęło się 23 grudnia 1294 i skończyło się już następnego dnia. W pisemnym głosowaniu wyraźną większość głosów otrzymał kardynał Benedetto Caetani, który w wyniku przeprowadzonego następnie akcesu został jednomyślnie wybrany na papieża i przybrał imię Bonifacy VIII. 23 stycznia 1295 w Rzymie odbyła się uroczysta inauguracja jego pontyfikatu.